# Maria da Graça Samo
Maria da Graça Samo est une féministe mozambicaine, enseignante et militante pour les droits des femmes dans le pays.

## Biographie

### Enfance, formation et débuts
Maria naît à Inhambane en 1968. Elle est la huitième de treize enfants. Sa mère est paysanne et son père instituteur ; avant sa naissance, son père travaille dans une mine pendant la seconde guerre mondiale en Afrique du Sud afin de payer pour le mariage. Sa mère est méthodiste et son père est catholique ; tous deux sont très religieux. À l'âge de six ans, elle quitte sa famille pour suivre son père affecté loin du domicile familial pendant un an. À dix ans, elle porte des chaussures pour la première fois afin d'accompagner sa grande sœur qui se marie en ville. Elle apprend le portugais à l'école et de son père, et sa langue maternelle est le tswa.
Elle entre au couvent à dix-sept ans, comme plusieurs de ses frères et sœurs, dont un frère qui deviendra prêtre. Au sein du couvent, elle espère gagner en indépendance ; non seulement ce n'est pas le cas, mais une anecdote de discrimination pendant le voyage de Jean-Paul II au Mozambique en 1988 lui fait quitter le couvent. Elle reçoit une lettre très dure de son père lorsqu'il l'apprend. Un peu plus tard, alors qu'elle est très active à son église locale, elle est choisie comme secrétaire générale des jeunesses catholiques de son archevêché et part en Pologne pour rencontrer le pape. Ayant subi un avortement après un viol, elle se confesse à un prêtre polonais et en retire une expérience très négative qui l'encourage à se confesser directement à Dieu plutôt que de passer par des prêtres pour la suite de sa vie.

### Carrière professionnelle
Maria de Graça Samo se lance alors dans une carrière humanitaire. En Angola, pendant la guerre civile angolaise, elle est interprète anglophone pour des associations à but non lucratif. Elle y est inspirée par des bénévoles irlandais venus au Mozambique sans parler portugais. Elle est immédiatement envoyée au front comme infirmière, s'occupant surtout d'enfants.
Elle rentre au Mozambique où elle veut s'installer, achetant une maison. Elle rencontre un homme avec qui elle vit avant le mariage, causant un scandale dans sa famille ; ils se marient quand elle tombe enceinte et déménagent au Brésil où elle travaille pour l'institut Promundo dans les favelas de Rio de Janeiro et de Brasilia. Victime de violences conjugales, elle quitte son mari et retourne au Mozambique. Elle reçoit une offre d'emploi pour la cour administrative mais refuse de travailler pour le secteur public.
De 2004 à 2009, elle enseigne au département de gestion, sciences et technologie de l'école polytechnique du Mozambique.
En 2004, elle intègre le Forum Mulher et devient directrice exécutive du réseau, qui se dédie à l'égalité des genres et à l'autonomisation des femmes. En 2009, l'organisation reçoit le Prix d'égalité entre les sexes de Femmes Africa Solidarité. La même année, sous sa direction, l'organisation mène une campagne réussie pour l'adoption d'une loi contre la violence domestique par le Mozambique.
Elle intègre ensuite le Conseil consultatif de la société civile de l'Organisation des Nations unies pour l'Agenda 2025. Elle rejoint également le Conseil national pour l'avancée des femmes au Mozambique.
Elle travaille pour la Marche mondiale des Femmes en tant que coordinatrice des projets internationaux,,,.